# Вулиця Володимира Качали
Ву́лиця Володимира Качали — вулиця в Солом'янському районі міста Києва, місцевість Відрадний. Пролягає від бульвару Вацлава Гавела до Відрадного проспекту.
Вулиця перетинається залізницею, внаслідок чого не має наскрізного проїзду.

## Історія
Вулиця виникла в 50-ті роки XX століття під назвою Нова. У 1957-2022 роках мала назву на честь російського актора Василя Качалова.
8 грудня 2022 Київрада перейменувала вулицю на честь українського громадського діяча, мецената, інженера Володимира Качали.